# Steklovina
Steklovína (lat. corpus vitreum) je  steklasta, prozorna substanca v očesu za lečo. Vloga steklovine v očesu ni popolnoma jasna.

## Opis in lastnosti
Steklovina je prosojna, brezbarvna, želatinasta snov med očesno lečo in mrežnico. Prisotna je že pri rojstvu in se s staranjem bistveno ne spreminja. Obdaja jo nežna hialoidna membrana, ki je normalno prirasla na mrežnico periferno pred ekvatorjem mrežnice, v predelu pars plana mrežnice in ob papili vidnega živca, redkeje pa se prirašča na mrežnico ob žilnih lokih in v rumeni pegi. Židkost (viskoznost) steklovine je dva- do štirikrat večja kot pri vodi. Njen lomni količnik znaša 1,336.

## Sestava
99 % steklovine je voda, ujeta v strukturno mrežo kolagenskih vlaken in hialuronske kisline. Njena sestava je sorodna sestavi roženice, vendar vsebuje zelo malo celic, od katerih prevladujejo fagociti, ki odstranjujejo celični drobir iz vidnega polja, ter hialociti na obrobju steklovine, ki proizvajajo hialuronsko kislino. Vsebuje tudi več vode (roženico sestavlja okoli 75 % vode) ter ne vsebuje žil. V steklovini so raztopljene tudi nekatere soli, sladkorji in beljakovine (poleg kolagenskih vlaken tipa II še na primer vitrozin in opticin). Kljub vsebnosti zelo majhne količine trdnih snovi daje očesu napeto obliko.

## Razvoj
Mezenhim, ki obdaja razvijajoče se oko, se skozi očesno špranjo širi v notranjost, v votlino očesne čaše, in v njej tvori nežno mrežje med lečo in mrežnico. Mrežje se najprej zapolni s primarno steklovino, kasneje jo obda želatinozna sekundarna steklovina. Izvor slednje ni znan.